# Prieuré de Comberoumal
Le prieuré de Comberoumal est un ancien prieuré de l'ordre de Grandmont, situé à Saint-Beauzély, dans le département français de l'Aveyron. Remarquablement conservé et restauré, situé dans cadre enchanteur, il fut inscrit au titre des monuments historiques en 1929.

## Description
Le prieuré a conservé une grande partie de ses bâtiments médiévaux de style roman. L'église est constituée par une nef unique. Un porche, disparu, protégeait l'entrée nord des laïcs. Sur la face sud, une porte fait communiquer l'église et le cloître. Chœur demi-circulaire voûté en cul-de-four. Au sud de la nef, s'étendait le cloître autour duquel sont groupés les bâtiments réguliers. Ce cloître est l'un des rares de l'ordre à être rectangulaire et non pas carré comme il est d'usage. Du cloître ne subsistent que des traces. Au sud, se trouvent les bases du réfectoire et des cuisines sur lesquelles une maison de maître a été construite au XIXe siècle. À l'ouest, granges et réserves. À l'est, le passage des morts, la salle capitulaire et le cellier.
À l'étage, le dortoir des moines. Les séparations des cellules ont disparu. L’ensemble en grès taillé avec un soin extrême est somptueux. C’est l’un des plus beaux dortoirs grandmontais avec celui du prieuré de Fontblanche à Genouilly (Cher).

## Histoire
Le nom de Comberoumal s'appliquait à une celle de l'ordre de Grandmont, dont la fondation doit être attribuée à une donation des comtes de Rodez. Son nom est lié à son site : dans une petite combe proche d'un chemin « roumieu », c'est-à-dire d'une ancienne voie romaine.
Le monastère aurait été fondé en 1192. Une légende attribue la fondation à une dame de Saint-Beauzély en remerciement de la guérison de son fils après avoir prié saint Étienne, étant protectrice de moines de l’ordre de Grandmont installés au lieu de Laura-Ventosa. Les moines auraient quitté un ermitage troglodytique pour le nouveau monastère. On ne conserve pas d’acte précis de fondation. L’abbé Rouquette précise que le comte de Rodez appela ces moines en 1210 sur une terre qui lui appartenait. Mais Marc Vaissière signale la mention d’une inféodation datée de 1207. Il confirme la donation royale.
Le monastère était dirigé par un prieur qui possédait droit de justice haute, moyenne et basse sur une partie du territoire de la commune actuelle de Saint-Beauzély formant une seigneurie constituée de bois et de champs. Le prieuré fut réuni en 1317 à celui de Saint-Michel près de Lodève et ne conserva que quatre moines.
Puis il fut déserté à partir des guerres de Religion. Il devint une simple chapellenie.
Au XVIIIe siècle, lors de la suppression de l’ordre de Grandmont (1772), il n’y avait plus qu’une famille de fermiers, les Alric, pour gérer économiquement le domaine.
Le monastère et ses terres furent vendus en 1791 comme bien national à la famille de Julien de Pégayrolles. En 1820, il passe à la famille qui en est toujours propriétaire aujourd'hui et qui élève des brebis. Des salles peuvent être louées pour des mariages,  réceptions et séminaires. Des concerts sont donnés l'été à l'ancienne église.
L'édifice est inscrit au titre des monuments historiques par arrêté du 25 juin 1929.

## Galerie

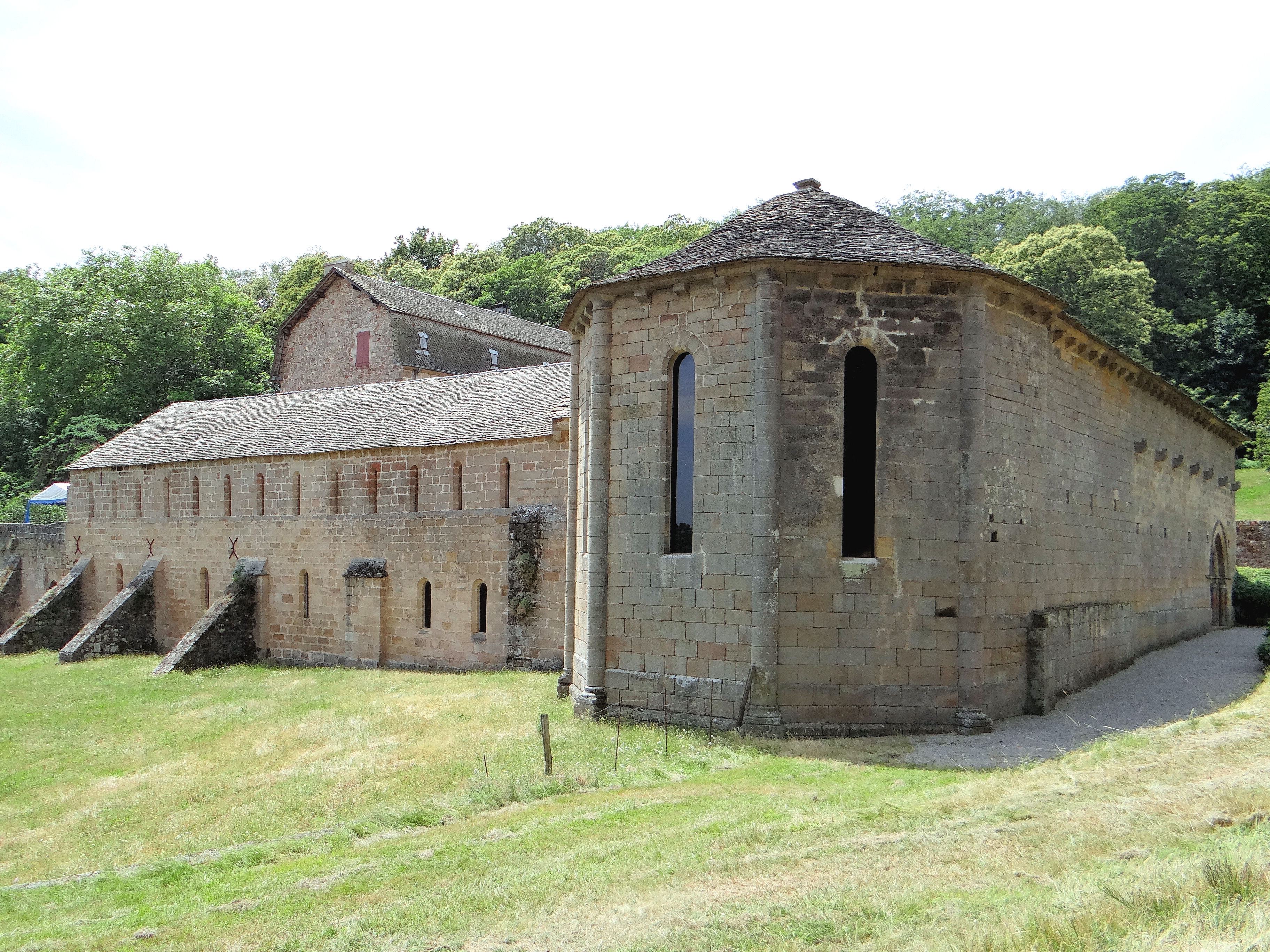
Vue depuis l'est sur l'église, son chevet et les bâtiments monastiques.
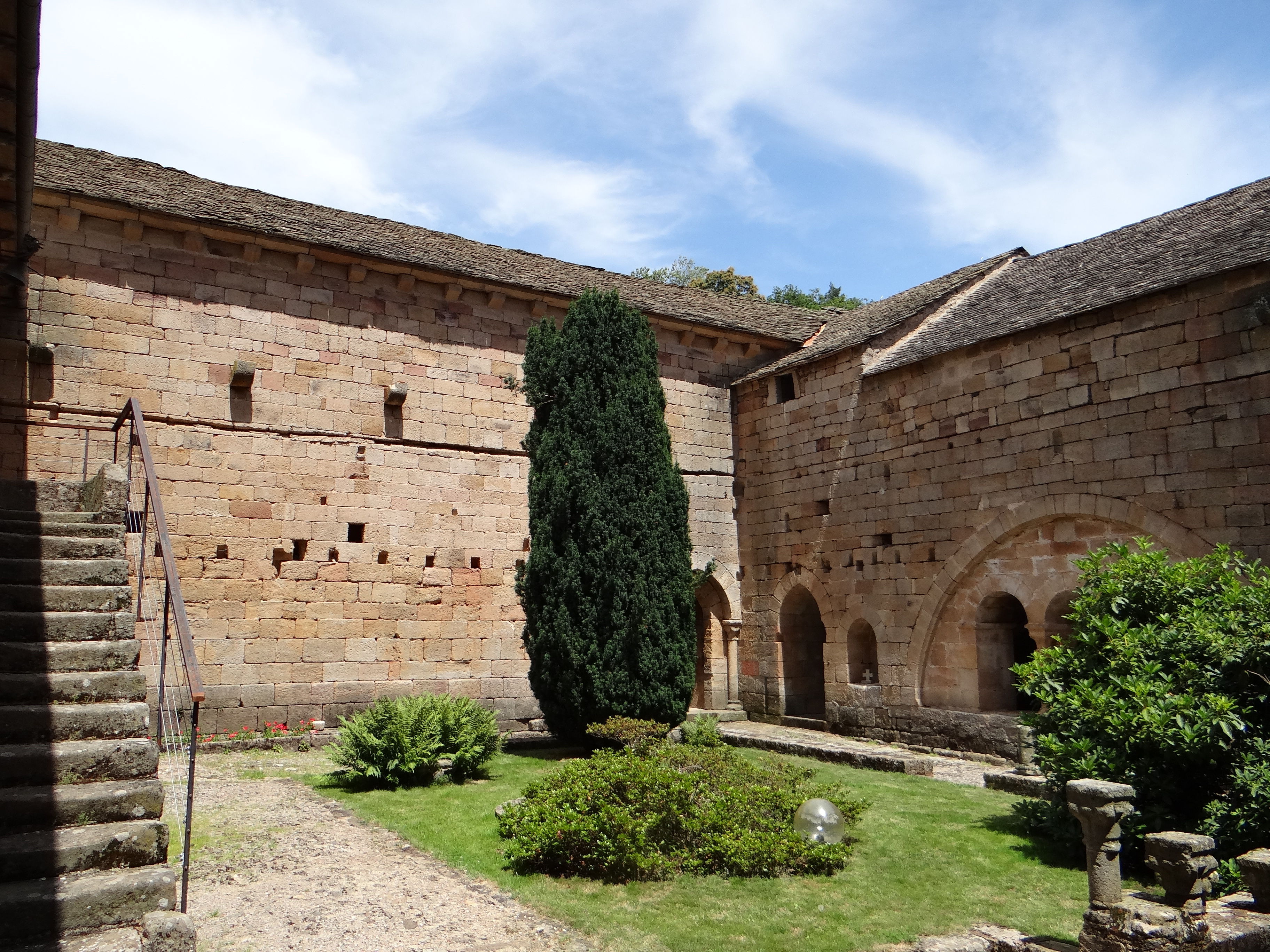
Cour du cloître.
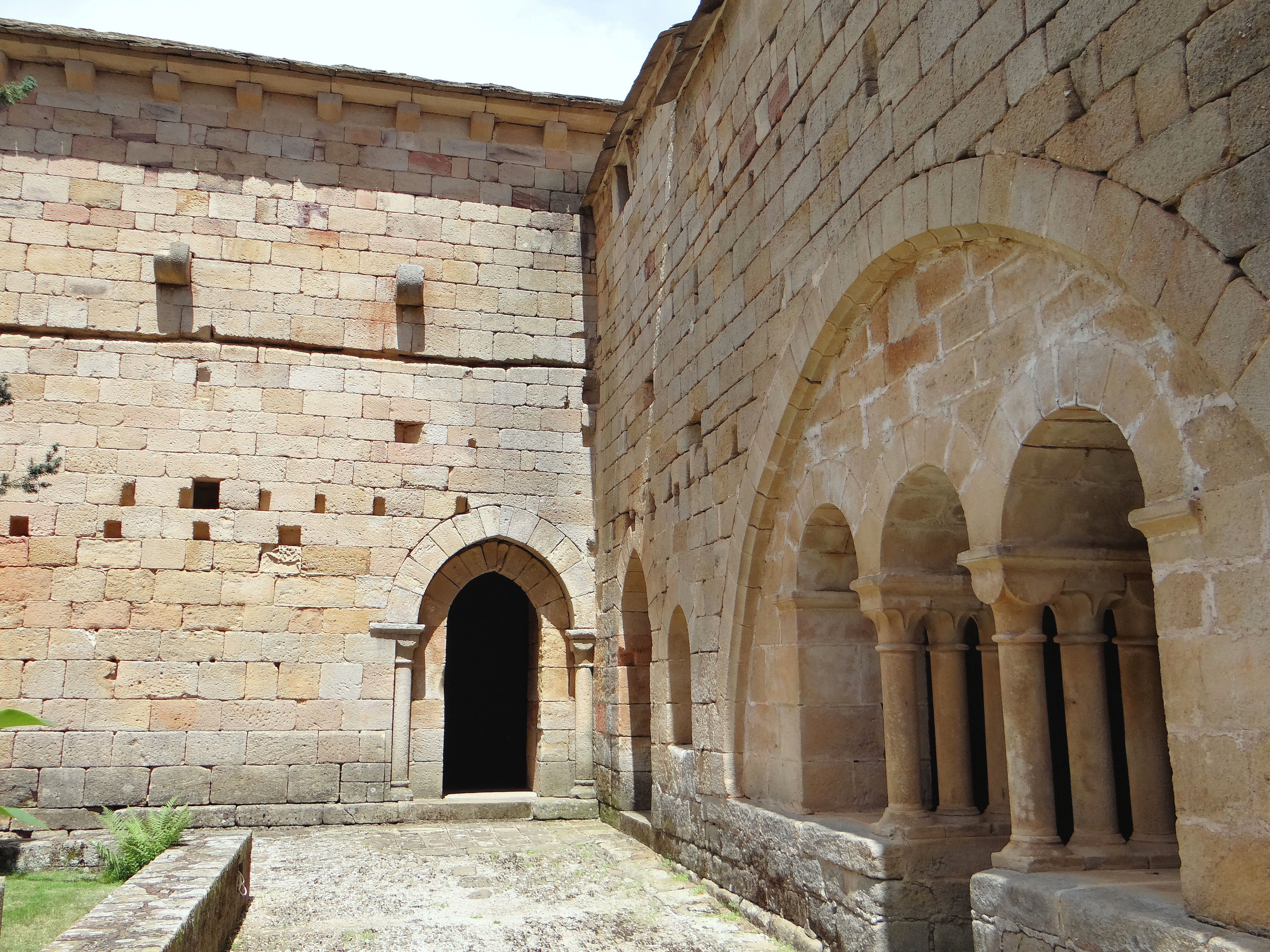
Cloître avec entrée de l'église et à droite entrée de la salle capitulaire.
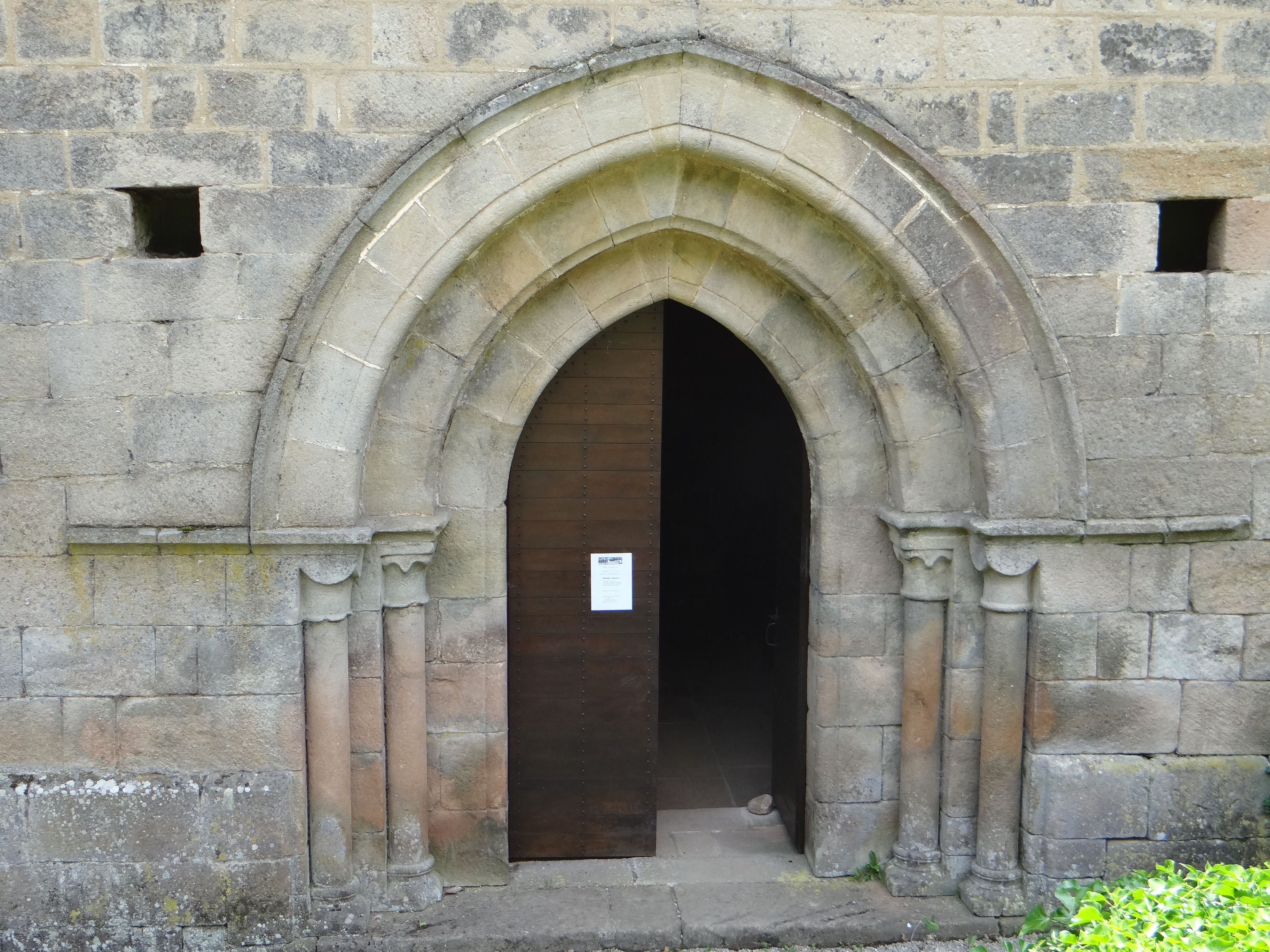
Portail de l'église.
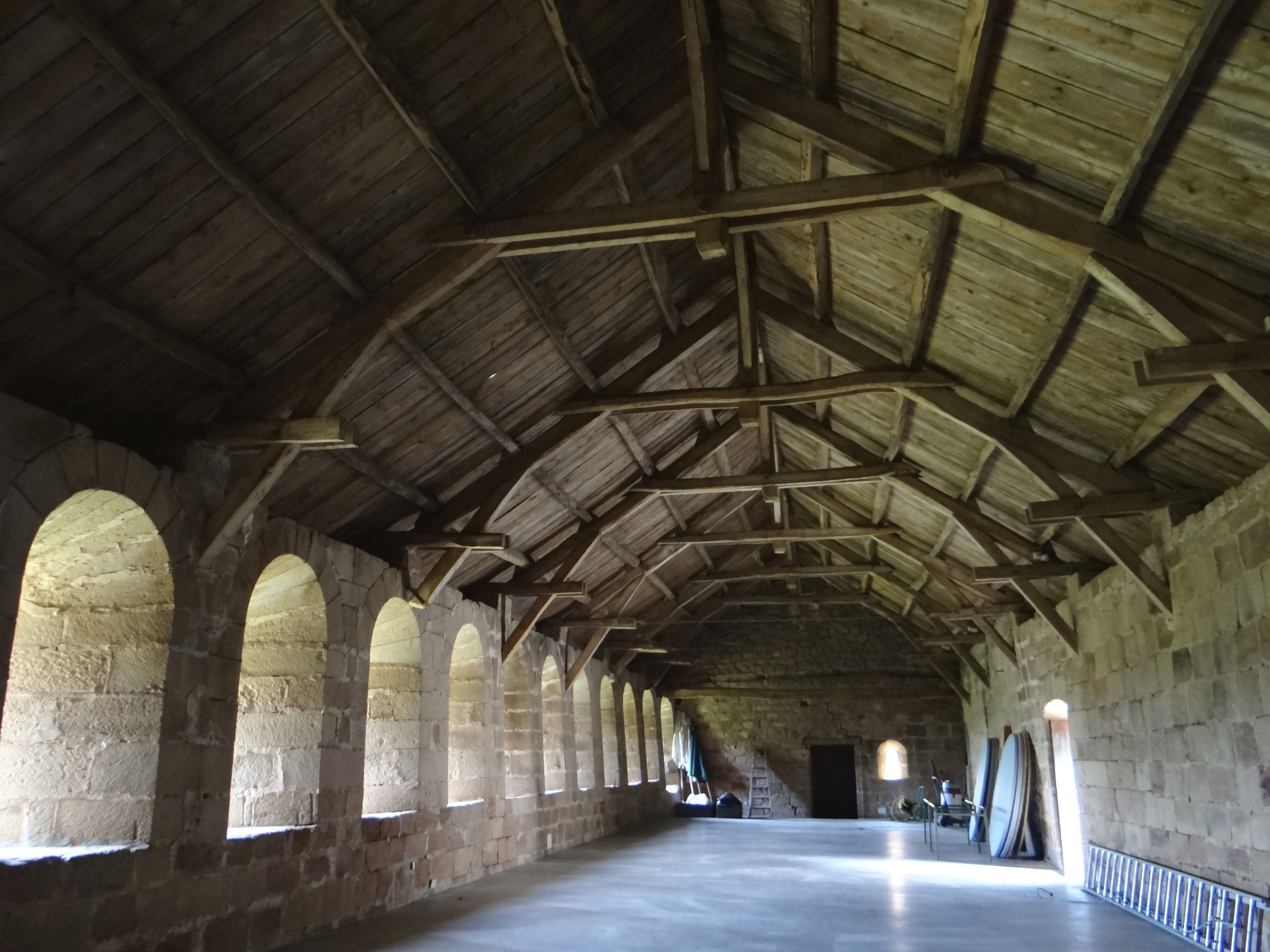
Ancien dortoir.